# Ella passa radiosa

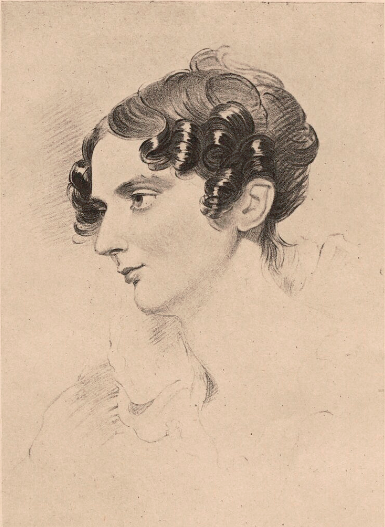
Ritratto di Anne Beatrix Wilmot, la donna la cui bellezza è narrata nella poesia.

Ella passa radiosa (in inglese: She Walks in Beauty) è una breve poesia scritta nel 1815 da Lord Byron utilizzando il tetrametro giambico.
Il racconto vuole che l'11 giugno 1815, Byron partecipò a una festa a Londra, ove incontrò fa gli ospiti una donna di nome Anne Beatrix Wilmot, moglie di Sir Robert Wilmot, cugino di primo grado dello stesso poeta. Si dice che Bryon rimase molto colpito dalla straordinaria bellezza della ragazza, tanto che la mattina dopo scisse per l'appunto un'ode alla bellezza intitolata: Ella passa radiosa.

## Testo
Of cloudless climes and starry skies;

And all that’s best of dark and bright

Meet in her aspect and her eyes;

Thus mellowed to that tender light

Which heaven to gaudy day denies.

One shade the more, one ray the less,

Had half impaired the nameless grace

Which waves in every raven tress,

Or softly lightens o’er her face;

Where thoughts serenely sweet express,

How pure, how dear their dwelling-place.

And on that cheek, and o’er that brow,

So soft, so calm, yet eloquent,

The smiles that win, the tints that glow,

But tell of days in goodness spent,

A mind at peace with all below,

A heart whose love is innocent!»
Di climi tersi e cieli stellati

E tutto quel che v'è di meglio in tenebra e luce

S'incontra nel suo aspetto e nei suoi occhi;

Sebbene addolciti da quella tenera luce

Che il Cielo nega al giorno volgare.

Un'ombra in più, un raggio in meno,

Avrebbero per metà guastato l'indescrivibile grazia

Che ondeggia in ogni ricciolo corvino,

O morbidamente riluce sopra il suo viso,

Dove pensieri serenamente dolci esprimono,

Come pura e cara è la loro dimora.

E su quella guancia e sopra quella fronte

Così morbido e calmo, seppur eloquente,

Il sorriso che conquista, il rossore che brilla

Soltanto raccontano di giorni trascorsi in bontà,

D'una mente in pace con tutto ciò che è intorno,

D'un cuore il cui amore è innocente.»
(George Gordon Byron, She Walks in Beauty)

## Nella cultura di massa
Il gruppo musicale britannico Mediæval Bæbes ha cantato la poesia completa in un loro album del 2015 intitolato The Huntress.